# 慕稼谷
慕稼谷（George Evans Moule，1828年1月28日—1912年3月3日）是一位英国圣公会传教士，圣公会华中教区第一任主教。
1828年1月28日，慕稼谷出生于多塞特郡的吉灵厄姆（Gillingham），父亲亨利·莫尔是一位发明家和福丁顿的牧师。1850年，他毕业于剑桥大学基督圣体学院。1880年获神学博士学位，1905年成为荣誉院士。1857年，他加入英国圣公会差会，1858年抵达宁波。1861年他的弟弟慕雅德（Arthur Evans Moule）也来加入。他们在太平天国战争中幸存了下来，1864年开始在杭州传教，直到1874年。1880年他成为圣公会华中教区第一任主教，驻扎杭州，他的华中浙江教区主教座堂设在上海圣三一堂。1907年他辞去主教职务，1911年返回英格兰，1912年3月3日在奥克兰城堡去世。